# 圣莲山真武庙

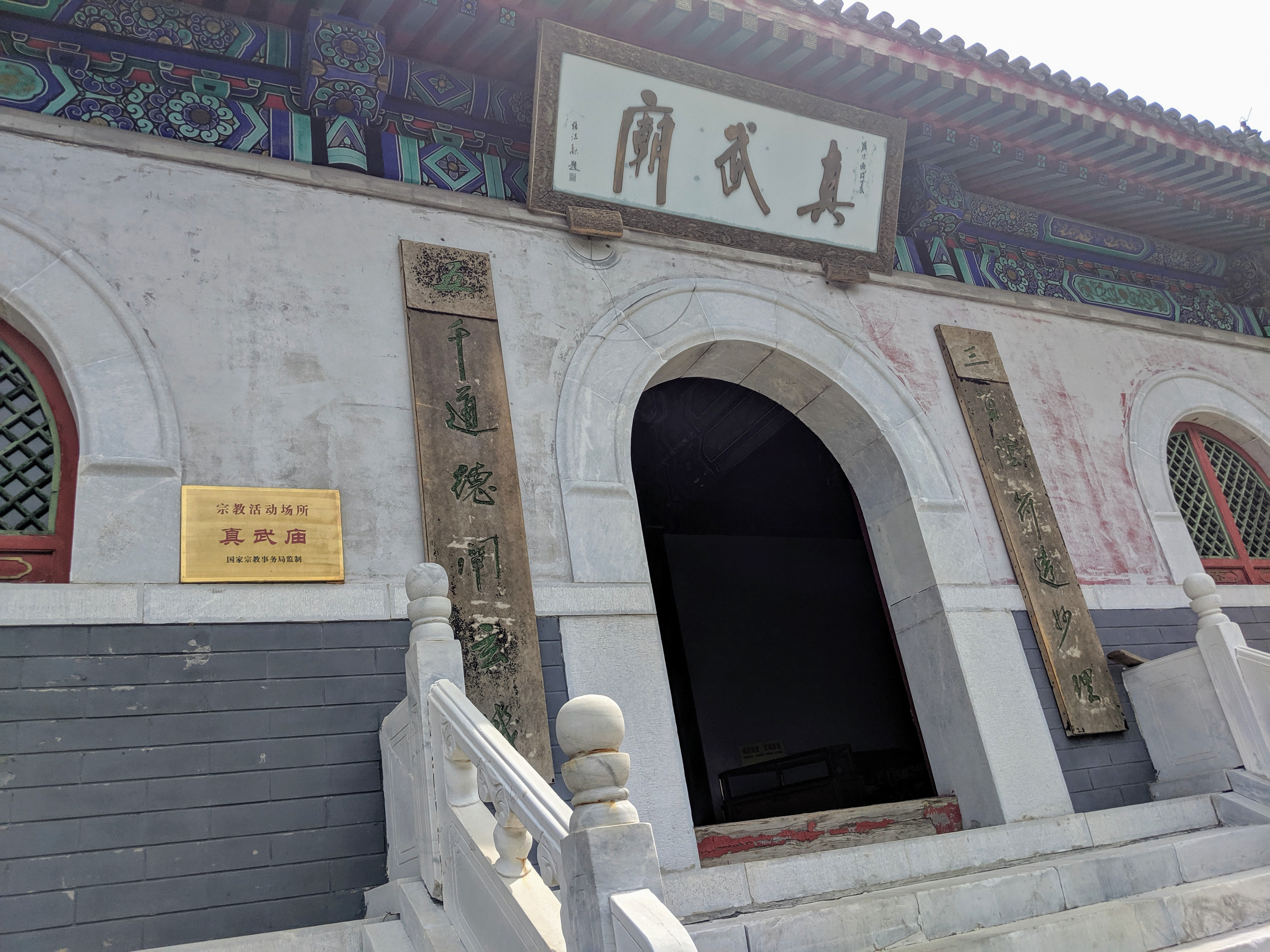
圣莲山真武庙

圣莲山真武庙，位于北京市房山区史家营乡圣莲山，是一座道教全真派宫观。

## 历史
真武庙估计是明朝永乐年间建，但因资料不详而无从考证。民国十五年（1926年），真武庙主持蔡义仙募化重修真武庙。蔡义仙文武兼修，还是一位知名中医，和吴佩孚、杨小楼及时任大总统曹锟等人均交情深厚，常有往来。民国廿五年（1936年），蔡义仙仙逝。1937年七七事变爆发，日军占领北平，真武庙因之而荒废。中华人民共和国成立初期，该庙建筑尚存。文化大革命期间，该庙建筑被毁。
2004年，真武庙复建，占地面积达到3000余平方米，是圣莲山规模最大的道教宫观。
2010年9月15日，北京市房山区举办了宗教活动场所颁证仪式，分别为佛教的韩村河镇天开寺、道教的佛子庄乡上英水真武庙、史家营乡圣莲山真武庙等三处宗教活动场颁证。 

## 建筑
真武庙中轴线上的建筑为三座殿，二进院。
- 前殿：是真武庙的山门。殿内东西两侧祀王灵官、赵公明两位门神。
- 五祖殿：祀北五祖，即少阳帝君、正阳帝君、孚佑帝君、海蟾帝君、重阳帝君。
- 真武殿：为真武庙的正殿，中祀真武大帝，其左右分别祀周公、桃花。相传桃花为周公的红颜知己。[1]